# Wani Muganguzi
Wani Muganguzi, né le 26 juin 1990 à Armentières (Nord), est un entraîneur français de basket-ball.

## Biographie
Né le 26 juin 1990 à Armentières (Nord).
Wani Muganguzi a étudié le droit privé et la science criminelle à Lille II. 
En août 2016, il est nommé manager général du CSP Limoges.
Au Cavigal Nice, il est adjoint de Jimmy Vérove puis entraîneur principal lors de la saison LFB 2017-2018.
Après l'annonce du départ de Stéphane Leite (dont il était l'adjoint) vers Montpellier, Wani Muganguzi est nommé en avril 2021 comme entraîneur principal de Landerneau Bretagne Basket à compter la saison 2021-2022 de LFB, assisté de Virgil Lopez.

## Carrière entraîneur

### Clubs
- 2013-2016 : Villeneuve-d'Ascq
- 2016-2017 : Limoges CSP
- 2017-2018 : Cavigal Nice
- 2018-2021 : Landerneau Bretagne Basket (adjoint)
- 2021- : Landerneau Bretagne Basket